# Wej-sin
Wej-sin (čínsky pchin-jinem Wēixìn, znaky 威信) je okres v městské prefektuře Čao-tchung v provincii Jün-nan v Čínské lidové republice. Rozloha okresu je 1392 čtverečních kilometrů a v roce 2020 v něm žilo 352 tisíc obyvatel. Člení se na sedm městysů, dvě obce a jednu národnostní obec.

## Historie
Okres Wej-sin vznikl roku 1934 vyčleněním z okresu Čen-siung. Po vzniku Čínské lidové republiky byl podřízen prefektuře (od roku 2001 městské prefektuře) Čao-tchung.